# Tennes (Sidó)
Tennes (Τέννης) fou rei de Sidó.
En la revolta de Fenícia contra Artaxerxes III de Pèrsia, va entregar la ciutat als perses però tot i així fou executat per orde del rei persa el 351 aC. Els sidonians no va acceptar l'entrega de la ciutat i li van posar foc i la van cremar i part dels ciutadans van morir a les flames abans de rendir-se.